# Northrop Grumman RQ-4
Die RQ-4 Global Hawk und die MQ-4 Triton sind zwei Varianten eines unbemannten Luftfahrzeugs (ugs. Drohne), das vom zum US-amerikanischen Konzern Northrop Grumman gehörenden Ryan Aeronautical Center, San Diego, Kalifornien produziert wird. Als hochfliegendes Langstrecken-Aufklärungsflugzeug ersetzte die zunächst entwickelte Version RQ-4B bei der United States Air Force (USAF) das Aufklärungsflugzeug U-2. Die NATO hat sich zur Gefechtsfeldaufklärung und -überwachung, hier Alliance Ground Surveillance (AGS) genannt, für diese Systeme entschieden.
Für die Bundeswehr beschaffte Deutschland eine modifizierte RQ-4-Drohne namens Euro Hawk. Außerdem gab es bei der Bundeswehr – inzwischen eingestellte – Pläne für den Kauf von modifizierten MQ-4-Triton-Drohnen unter dem Namen Pegasus (Persistent German Airborne Surveillance System).

## Beschreibung
Die RQ-4 ist ein hochfliegendes (fast 20 km Höhe), ausdauerndes (bis zu 40 Stunden) Aufklärungsflugzeug, das autonom und satellitengestützt weltweit Missionen fliegen kann (UAV: Unmanned (Uninhabited) Aerial Vehicle/Unbemanntes Luftfahrzeug). Das Fluggerät ist jedoch nicht im klassischen Sinne durch einen Joystick ferngesteuert, sondern es fliegt – nach dem Muster der Flugführung in der modernen Verkehrsfliegerei – Start, Flugweg und Landung programmiert über Computer und damit automatisch ab. Der Pilot am Boden ist über Datenfunk, direkt und über Satellit, zu jeder Zeit mit den Systemen an Bord verbunden und kann wie ein Pilot an Bord Änderungen bzw. Umsteuerungen vornehmen. Das Fluggerät nimmt am allgemeinen Luftverkehr teil (auch bei Start und Landung), hat die entsprechenden Systeme an Bord (Transponder, TCAS) und ist nach den Bauvorschriften für Verkehrsflugzeuge ausgelegt (Festigkeit, Flugsicherheit, Redundanzen, Ausfallsicherheit etc.). Der Pilot am Boden ist über ein Relais an Bord mit dem Flugfunk verbunden und kann z. B. jederzeit mit den Fluglotsen Kontakt aufnehmen oder von ihnen Anweisungen erhalten. Eine Videokamera am Bug liefert live eine Sicht auf den Flugweg (See and Avoid) an den Piloten am Boden. Notverfahren und Ausweichlandungen sind in den Flugführungscomputern einprogrammiert und jederzeit manuell oder automatisch ausführbar. Zum Sicherheitskonzept gehört es, dass bei Verlust der Verbindung zum Piloten das Flugzeug seinen vorgesehenen Kurs weiterfliegt und auch die Landung durchführt. Bei Ausfällen am Flugführungssystem geht das Flugzeug in vordefinierte Warteschleifen und ggf. vorgesehene Absturzräume bis zum Erhalt neuer Flugführungsbefehle. Da die Flugführung vierfach redundant ausgelegt ist, ist die Wahrscheinlichkeit eines solchen Ausfalles sehr gering.
Die Piloten für Start und Landung befinden sich in der Regel in einer Bodenstation am Start- und Landeplatz. Der Pilot kann während der Mission auch in (weltweit) abgesetzten Bodenstationen sitzen.
Ausgestattet mit hochauflösenden CCD-Kameras für Tages- und Nachtsicht, die auch infrarotempfindlich sind, sowie mit allwettertauglichem Seitensichtradar, kann sie aus bis zu 20.000 Metern Flughöhe jedes hinreichend große Objekt erkennen. In Kombination mit ihrer langen Flugdauer kann sie innerhalb von 24 Stunden ein Gebiet von der Größe Griechenlands komplett aufklären. Northrop Grumman führt seit Mitte 2011 Tests für eine autonome Luftbetankung der RQ-4 durch, um die Einsatzmöglichkeiten zu verbessern.
Um jederzeit die aktuelle Position bestimmen zu können, ist der Global Hawk mit den üblichen Navigationssystemen und Differential-GPS ausgerüstet.
Angetrieben wird das Flugzeug durch ein Turbofan-Triebwerk mit einer Ansaugöffnung oberhalb des Rumpfes, dem Rolls-Royce AE 3007H, wie es auch in den Passagierflugzeugen der Embraer-ERJ-145-Familie Verwendung findet.
Zum System gehören verschiedene Bodenstationen, das LRE (Launch and Recovery Element) und das MCE (Mission Control Element). Beide Stationen sind einzeln in NATO-Standard-Containern mit eigener Stromversorgung und Klimatisierung untergebracht:
- Das LRE enthält die Systeme für Start und Landung, die Steuerung des Fluggerätes im Fluge und den Arbeitsplatz des Piloten, es ist also quasi das Cockpit. Es muss zwingend im Bereich des Start- und/oder Landeplatzes sein, es hat nur auf ca. 250 km Reichweite mögliche Funk- und Richtfunkverbindung zum Fluggerät.
- Das MCE enthält die Systeme zur Steuerung des Missionssystems an Bord des Fluggerätes, zum Empfang und Auswertung der Daten an mehreren Arbeitsplätzen und Weiterleitung an den Nutzer. Zudem hat das MCE noch Platz und Ausrüstung für den Piloten, um das Fluggerät vom LRE nach der Startphase zu übernehmen und während des Fluges zu steuern bzw. nach Bedarf umzusteuern. Zum MCE gehört eine Parabolantenne von etwa 6 Metern Durchmesser für die satellitengestützte Kommunikation und Datenübertragung. Dadurch kann sich das MCE theoretisch und geschützt an jedem Punkt der Erde befinden.

## Varianten

### RQ-4A Global Hawk
Die RQ-4A ist die Initialversion der Global Hawk, welche auch unter der Bezeichnung Block 0 bzw. Block 10 geführt werden. Der erste von sieben Prototypen (Block 0) absolvierte seinen Jungfernflug am 28. Februar 1998. Northrop Grumman entwickelte die Maschinen aufgrund des Programms Advanced Concept Technology Demonstration (ACTD), das von der Defense Advanced Research Projects Agency (DARPA) initiiert wurde. Ziel des ACTD-Programms war es, für die veralteten U-2 Spionageflugzeuge einen Ersatz zu entwickeln, der eine deutlich längere maximale Einsatzdauer hat. Des Weiteren sollte das neue Muster Echtzeit-Aufklärungskapazitäten zur Verfügung stellen. Im Auswahlverfahren des ACTD-Programms setzte sich die Global Hawk 1999 gegen das Konkurrenzmodell RQ-3 Dark Star von Lockheed Martin durch. Der dritte Prototyp (Seriennummer 98-2003) stellte frühzeitig die hohe Einsatzdauer unter Beweis, als dieser am 21. März 2001 einen 30 Stunden und 24 Minuten andauernden Flug absolvierte und damit einen neuen Weltrekord für UAVs erreichte. Dabei wurde auch – mit 19.928 m – ein neuer Weltrekord für die größte Flughöhe für UAVs aufgestellt; dieser Rekord wurde am 23. August desselben Jahres vom Helios-Solarflugzeug der NASA eingestellt.
Die US-Luftwaffe (USAF) setzte die Global Hawk erstmals im Afghanistan-Krieg ein, obwohl sie zu diesem Zeitpunkt noch nicht offiziell in Dienst gestellt worden war. Dabei traten Probleme mit der Datenverbindung auf, welche die Einsatzfähigkeit minderten und immer wieder zu Beinaheabstürzen führten. Am 30. Dezember 2001 ging eine Maschine über Afghanistan verloren; eine zweite stürzte am 10. Juli 2002 als Folge von Triebwerksproblemen über Pakistan ab.
Trotz der Verluste und technischen Schwierigkeiten stellte die RQ-4 die Vorteile der Echtzeitaufklärung unter Beweis. Da die deutlich kostengünstigere RQ-1 Predator ebenfalls Echtzeitaufklärung liefern konnte bzw. kann und dort weniger technische Probleme auftraten, stand zeitweise ein Abbruch des ACTD-Programms im Raum. Da die Global Hawk aber eine höhere Leistungsfähigkeit hat, besonders in den Bereichen Einsatzdauer und Flugleistungen, wurden schließlich neun weitere Block-10-Maschinen bestellt, deren erste am 9. September 2003 ihren Erstflug hatte. Diese wurden allerdings in einer niedrigeren Produktionsgeschwindigkeit hergestellt, um technische Anpassungen zu vereinfachen und um Kosten zu sparen. Zwei der neuen Maschinen wurden der US-Marine übergeben, zwei weitere setzte die US-Luftwaffe im Irakkrieg ein. Dabei zeigte sich, dass die technischen Anpassungen die Zuverlässigkeit der Global Hawk verbessert haben. Allerdings wurde auch deutlich, dass das Potential des Musters mit der Block-10-Version nicht voll genutzt werden kann, da die Zuladung von 910 kg zu gering war. Um den Bedarf nach mehr und leistungsfähigeren Aufklärungssystemen zu decken, würde ein größeres Muster benötigt werden, was zur Entwicklung der RQ-4B Block 20 führte.
Insgesamt sind 16 Global Hawks der Block-10-Version für die US-Luftwaffe hergestellt worden, welche offiziell erst am 26. Juli 2006 in Dienst gestellt wurden. Gleichzeitig wurden damit auch ihre finalen Spezifikationen festgelegt. Ursprünglich war die Anschaffung von 59 Mustern der RQ-4A Variante geplant, allerdings wurde frühzeitig die Produktion auf die leistungsstärkere RQ-4B Variante umgestellt. In Dienst gestellt wurden lediglich sieben RQ-4A Maschinen.
Im Dezember 2007 erhielt die NASA zwei RQ-4A Global Hawks zu Forschungszwecken von der US-Luftwaffe. Beide Muster, wobei es sich um die erste und sechste Maschine des ACTD-Programms handelte, sind auf dem Dryden Flight Research Center der Edwards Air Force Base stationiert. Später kam eine dritte Maschine dazu, die ebenfalls für wissenschaftliche Langzeit-Missionen in großen Höhen, wie der z. B. GloPac (Global Hawk Pacific) und WISPAR (Winter Storms and Pacific Atmospheric Rivers) von NASA und NOAA eingesetzt werden. Die sieben USAF-Exemplare wurden lediglich bis Mai 2011 betrieben und nach 2.141 Missionen und knapp 36.000 Flugstunden aus dem Flugbetrieb genommen. Mindestens fünf Maschinen erhielt (Stand April 2012) die US Navy zur Vorbereitung ihres Broad Area Maritime Surveillance Demonstration (BAMS-D) Programms (siehe MQ-4C), von denen eine im Juni 2012 über Maryland abstürzte. Auch erste Museen sollen Block-10-Exemplare erhalten.

#### KQ-X
Bei der KQ-X handelte es sich um das Projekt einer Tankerdrohne. Als Testmuster wurden zwei RQ-4A umgebaut, mit denen im Rahmen des KQ-X-Programms autonome Luftbetankungen erprobt werden. Das zu betankende Modell wurde mit einer Betankungssonde an der Rumpfspitze ausgestattet, während die andere als Tanker eingesetzte Drohne mit einem Schlauch-Fangtrichter-Betankungssystem abhängend von der Rumpfmitte ausgerüstet wurde. Höhepunkt des Projekts waren Formationsflüge ohne Koppelung der Betankungseinrichtungen und wurden im August 2012 durchgeführt.

### RQ-4B Global Hawk

#### Block 20
Die RQ-4B Global Hawk stellt eine weiterentwickelte und vergrößerte Variante der ursprünglichen RQ-4A dar. Im Vergleich zur A-Version verfügt sie über eine deutlich vergrößerte Spannweite, was die maximale Nutzlast auf 1.360 Kilogramm erhöht. Diese gesteigerte Tragfähigkeit ermöglicht den Einsatz leistungsfähigerer Aufklärungssysteme. Parallel wurde auch die Rumpflänge verlängert, um zusätzlichen Raum für Sensoren und Avioniksysteme zu schaffen.
Die vergrößerten Abmessungen führen jedoch zu einem leichten Rückgang der maximalen Reichweite im Vergleich zur ursprünglichen Version. Die erste RQ-4B des sogenannten Block-20-Standards wurde am 25. August 2006 öffentlich vorgestellt und absolvierte ihren Erstflug am 1. März 2007. Seit dem Jahr 2008 wird die Produktion der Global-Hawk-Flugzeuge ausschließlich in der Block-20-Konfiguration fortgeführt.
Zwei der Maschinen wurden mit dem Funkrelaissystem BACN (Battlefield Airborne Communication Node) ausgestattet. Die erste der nunmehr als EQ-4B flog am 14. Juli 2010 zum ersten Mal. Die Maschinen werden von Grand Forks aus kontrolliert. Eine der beiden stürzte allerdings bereits am 21. August 2011 über Afghanistan ab. Ursache für den Verlust war eine schadhafte Steckverbindung, die eine für die Flugsteuerung notwendige LRU (Line Replacement Unit) beschädigte und schließlich zum Verlust der Steuerbarkeit des Flugzeugs führte.
Bis Ende 2011 hatte die U.S. Air Force insgesamt sechs „RQ-4B Block 20“-Maschinen offiziell in Dienst gestellt, die hauptsächlich für die Ausbildung verwendet werden. Der Umbau zweier weiterer RQ-4B zu EQ-4B ist bestellt, auch die beiden restlichen könnten folgen.

#### Block 30
Die Block-30-Version verwendet die Flugzeugzelle der Block-20-Variante, weshalb die Maschinen sich äußerlich nicht unterscheiden lassen. Northrop Grumman begann mit den Arbeiten an der Block-30-Version im Juni 2006, noch bevor der erste Block-20-Prototyp vorgestellt wurde. Der Erstflug erfolgte am 16. November 2007. Primäre Neuerung gegenüber der Block-20-Version ist der Einbau der Upgrades Enhanced Imagery Sensor Suite (EISS) und Airborne Signals Intelligence Payload (ASIP) AN/ASQ-230 von Northrop Grumman, welches der Global Hawk ermöglicht, SIGINT-Aufgaben zu übernehmen, genau wie es beim Euro Hawk der Fall ist. Ursprünglich wurde die erste Maschine der Version Block 30 für 2010 erwartet, infolge technischer Probleme vor allem mit dem ASIP wurden bis zum Sommer 2011 nur vier Vorserienprototypen hergestellt. Im Operational-Test-and-Evaluation-Report (OT&E) vom 27. Mai 2011 werden die Block 30 Prototypen als ineffizient bezeichnet, da sie bis dahin nur 27 % ihres geplanten Aufgabenspektrums erfüllen konnten. Deshalb wurde sogar kurzzeitig erwogen, auf die Block-30-Version komplett zu verzichten und stattdessen die Produktion direkt auf die Block-40-Variante umzustellen. Letztlich entschloss man sich im Juni 2011, anstatt vormals geplanten 44 nur noch 31 Exemplare zu beschaffen. Bis Mitte 2011 waren zwölf geliefert. Von den 31 beschafften Exemplaren sollen 18 Stück gleich wieder eingemottet oder an ausländische Partner abgegeben werden. Im September 2012 waren 14 Exemplare ausgeliefert und 4 im Bau. Letztendlich wurde die Stückzahl doch noch etwas angehoben, auf 37 RQ-4B Block 30.

#### Block 40

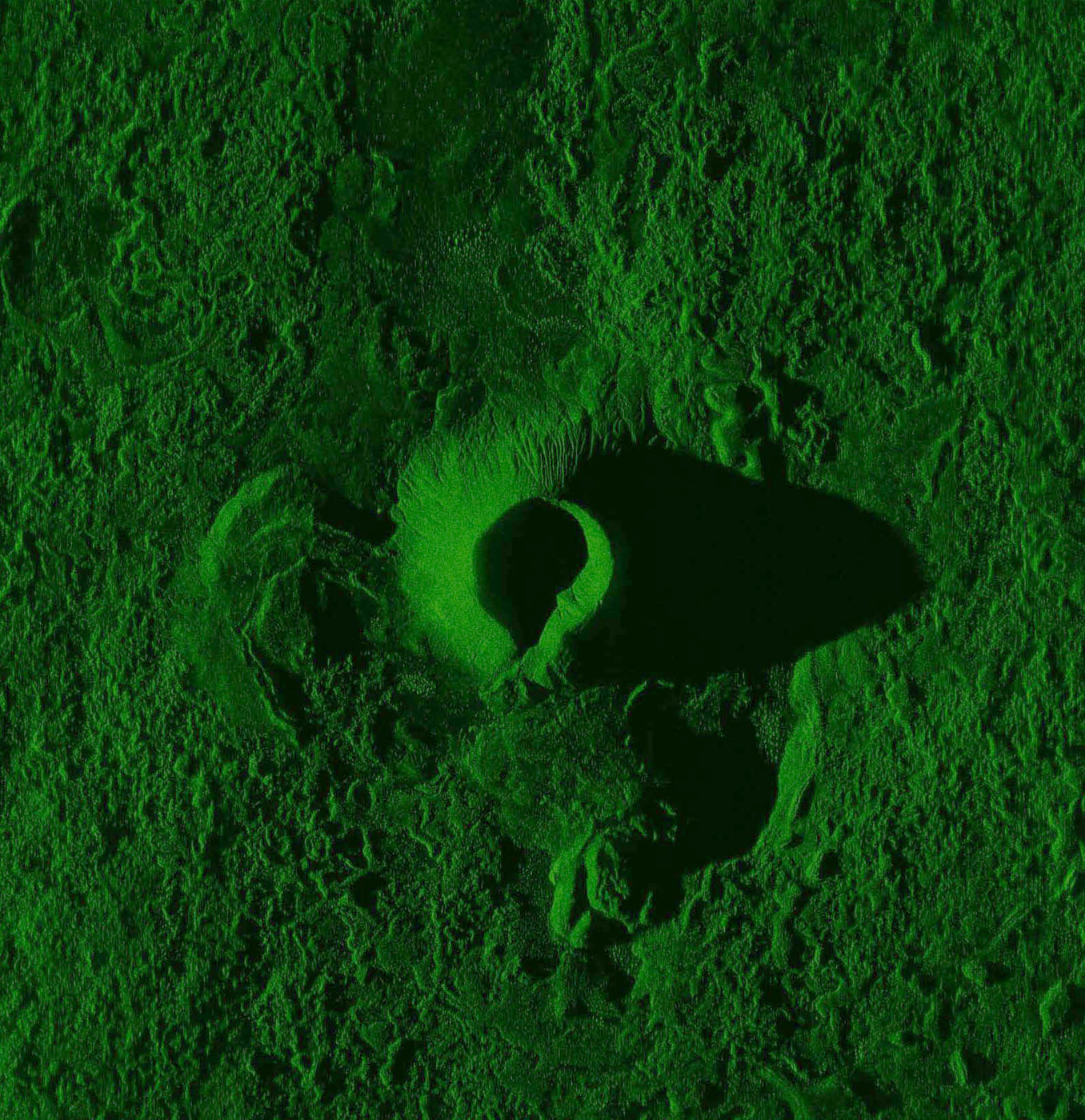
Bild aus Radar-Höhendaten eines Vulkankraters, gewonnen von einer Global Hawk Drohne in der Block-40-Version (Juli 2010)

Die erste offizielle Vorstellung der Block-40-Variante erfolgte am 25. Juni 2009 bei Northrop Grumman. Sie verfügt über das neue AESA-Seitensichtradar MP-RTIP (Multi-Platform Radar Technology Insertion Program) AN/ZPY-2, mit dem auch hochauflösende Radarkarten erstellt werden können. Sie ist an der langen Verkleidung unter dem Rumpf für die 1,20 × 0,45 m große Antenne zu erkennen.
Der erste Prototyp der Version RQ-4B Block 40 absolvierte seinen Jungfernflug am 16. November 2009. Ursprünglich bestellte die U.S. Air Force 22 Block-40-Maschinen, allerdings wurde die Zahl im Februar 2011 vorläufig auf 11 reduziert, um mit den freiwerdenden Finanzmitteln die Probleme bei der Block-30-Version beheben zu können. Bis Mitte 2011 war ein Flugzeug geliefert, welches in Grand Forks stationiert wird. Der erste Testflug mit dem bereits in einem Perseus-Testflugzeug erprobten Radar erfolgte am 21. Juli 2011. Die Block-40-Baureihe war nicht vom Anfang 2012 erlassenen Programmstopp der Block 30 betroffen.
Die NATO bestellte am 20. Mai 2012 fünf Maschinen für ihr AGS-Programm.

#### EQ-4B
Die USAF rüstete vier RQ-4B in die sogenannte Battlefield Airborne Communications Node (BACN) um. Das installierte System dient der Verbesserung der Kommunikation der Bodentruppen in gebirgigen Gegenden mit schlechten (Sprech-)Funkverbindungen.

### MQ-4C Triton

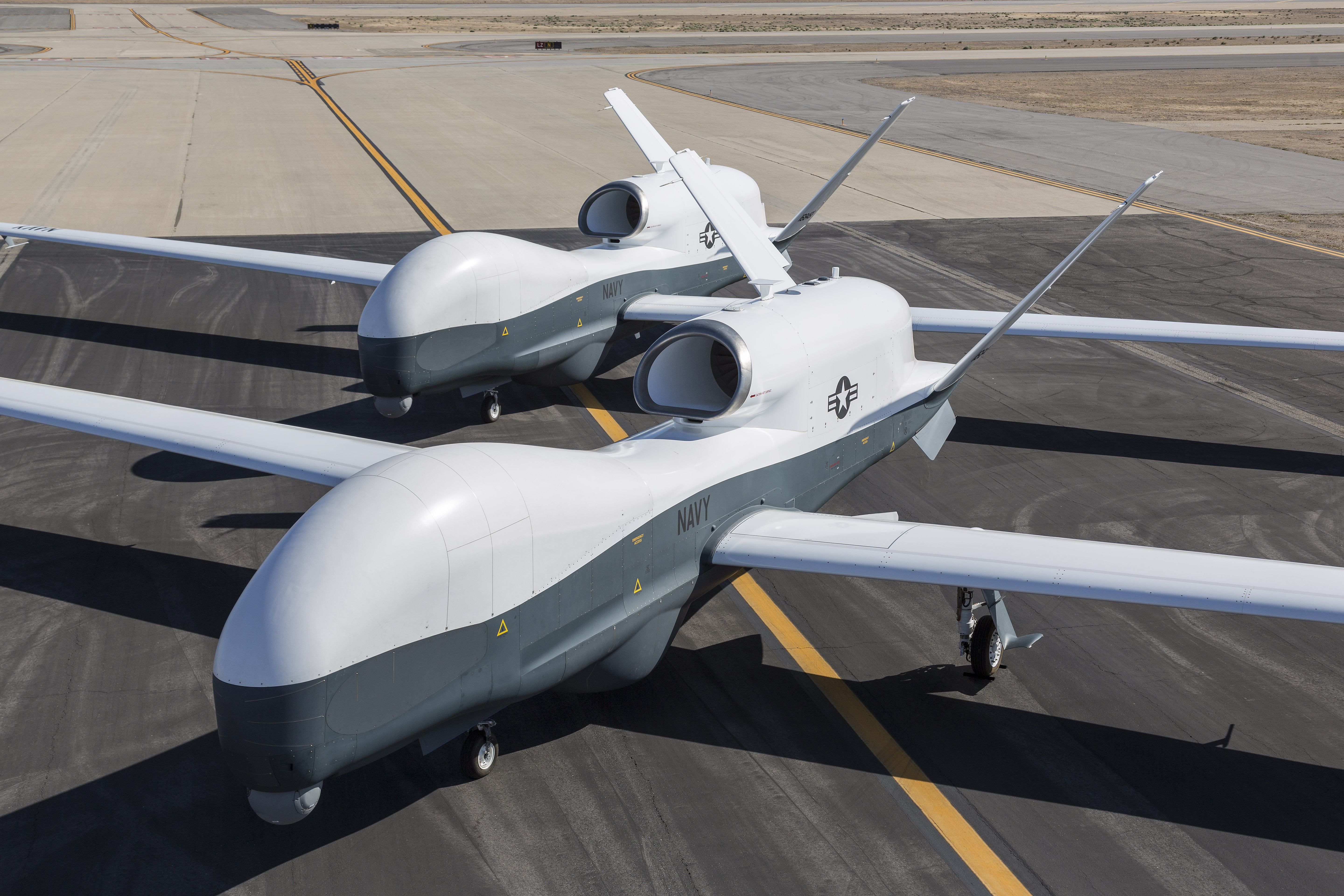
Die beiden MQ-4C Prototypen auf dem Northrop Grumman Testgelände Palmdale, Kalifornien (April 2013)

Die MQ-4C Triton ist eine Version auf Basis der RQ-4B Block 30 zur Seeüberwachung für die US-Marine im Rahmen des Programms Broad Area Maritime Surveillance (BAMS). Triton ist ein Meeresgott aus der griechischen Mythologie.
Diese Variante wurde ursprünglich als RQ-4N bezeichnet und im September 2010 in MQ-4C umbenannt. Bei ihr wird die Nutzlast auf 1450 kg (1090 kg extern) angehoben und die Maschine mit einer Multi-Sensor-Ausrüstung (EO/IR-Kamera, SIGINT AN/ZLQ-1, AIS und MFAS X-Band Radar) ausgestattet.
Die Ursprünge der MQ-4C gehen auf Testflüge zurück, welche die US-Marine mit zwei Block 10 Global Hawks der US-Luftwaffe durchgeführt hat. Die Maschinen trugen während der Testflüge die Bezeichnung N-1. Nachdem die grundsätzliche Eignung der RQ-4 für die Seeraumüberwachung bewiesen werden konnte, begann Northrop Grumman mit dem „Global Hawk Maritime Demonstration“-Programm (GHMD). Dieses diente zur Anpassung der Global Hawk ans „BAMS“-Programm, wobei es sich um eine Neustrukturierung der Seeaufklärung der USA handelt, und wurde ab dem 28. März 2006 auf der Naval Air Station Patuxent River durchgeführt.
Am 28. April 2008 erhielt Northrop Grumman den Zuschlag im Programm Maritime Surveillance und wurde mit der Lieferung von 68 Maschinen für die US-Marine beauftragt. Der Vertrag zur MQ-4C, welcher erst im August 2008 geschlossen worden ist, umfasst ein Gesamtvolumen von 1,16 Mrd. US-$. Die RQ-4N hatte sich in dem dreijährigen Auswahlverfahren gegen die Konkurrenzmuster MQ-1C Sky Warrior und MQ-9N Mariner durchgesetzt und stellt zusammen mit der P-8 Poseidon das Grundelement des Maritime-Surveillance-Programms dar. Ausschlaggebend für die MQ-4C war ihre deutlich höhere Einsatzdauer gegenüber den Konkurrenzmodellen. Der 80-minütige Erstflug fand am 22. Mai 2013 statt, bei dem sie eine Höhe von 6100 m erreichte.
Die ersten Testflüge mit dem für den Triton geplanten und MFAS genannten Radar waren für den April 2015 geplant. Nach drei Flugversuchsexemplaren werden die ersten beiden Einsatzexemplare ab September 2017 in Patuxent River erwartet.
Im Juni 2018 wurde die MQ-4 offiziell in Dienst gestellt, die erste operative zweieinhalbjährige Stationierung erfolgte ab Anfang 2020 auf Guam und im September 2023 wurde die anfängliche Einsatzbereitschaft erklärt. Gleichzeitig wurde bekannt, dass die USA lediglich 27 Exemplare beschaffen werden.
Die erste MQ-4C Staffel ist unbemannte Patrouillenstaffel VUP-19 mit Heimatbasis auf der Naval Station in Mayport und vorgeschobener Einsatzbasis auf Guam. Später soll noch die VUP-15 in Whidbey Island folgen.

### RQ-4D Phoenix
Die auf der RQ-4B Block 40 basierenden fünf Exemplare für das Alliance Ground Surveillance der NATO erhielten die Bezeichnung RQ-4D.
Die RQ-4D sind mit einem MP-RTIP-Radar (Multi-Platform Radar Technology Insertion Program) ausgerüstet, das von Northrop Grumman und Raytheon entwickelt und in den Vereinigten Staaten erprobt wurde. Es ist ein sogenanntes Active Electronically Scanned Array Radar. Den Beschaffungsvertrag unterzeichnete die NATO mit dem Hersteller Northrop Grumman am 20. Mai 2012, der Erstflug erfolgte am 19. Dezember 2015 und knapp fünf Jahre später waren alle fünf Luftfahrzeuge ausgeliefert.

### RQ-4E Euro Hawk

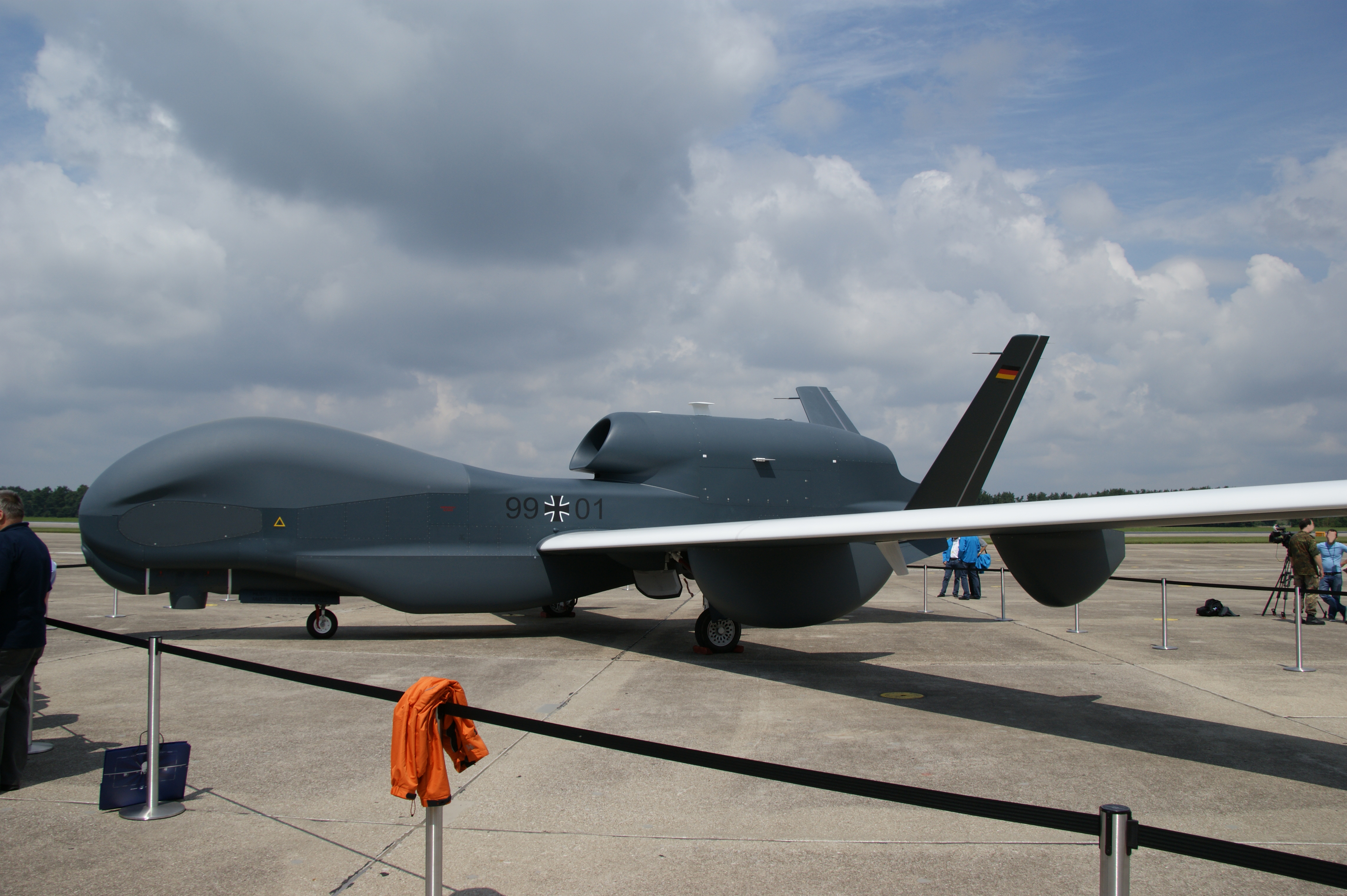
Euro Hawk (Kennzeichen 99+01) nach dem Überführungsflug von der Edwards Air Force Base, USA zur WTD61 in Manching, D. Die SIGINT-Ausrüstung war zu dem Zeitpunkt noch nicht eingebaut. (21. Juli 2011)

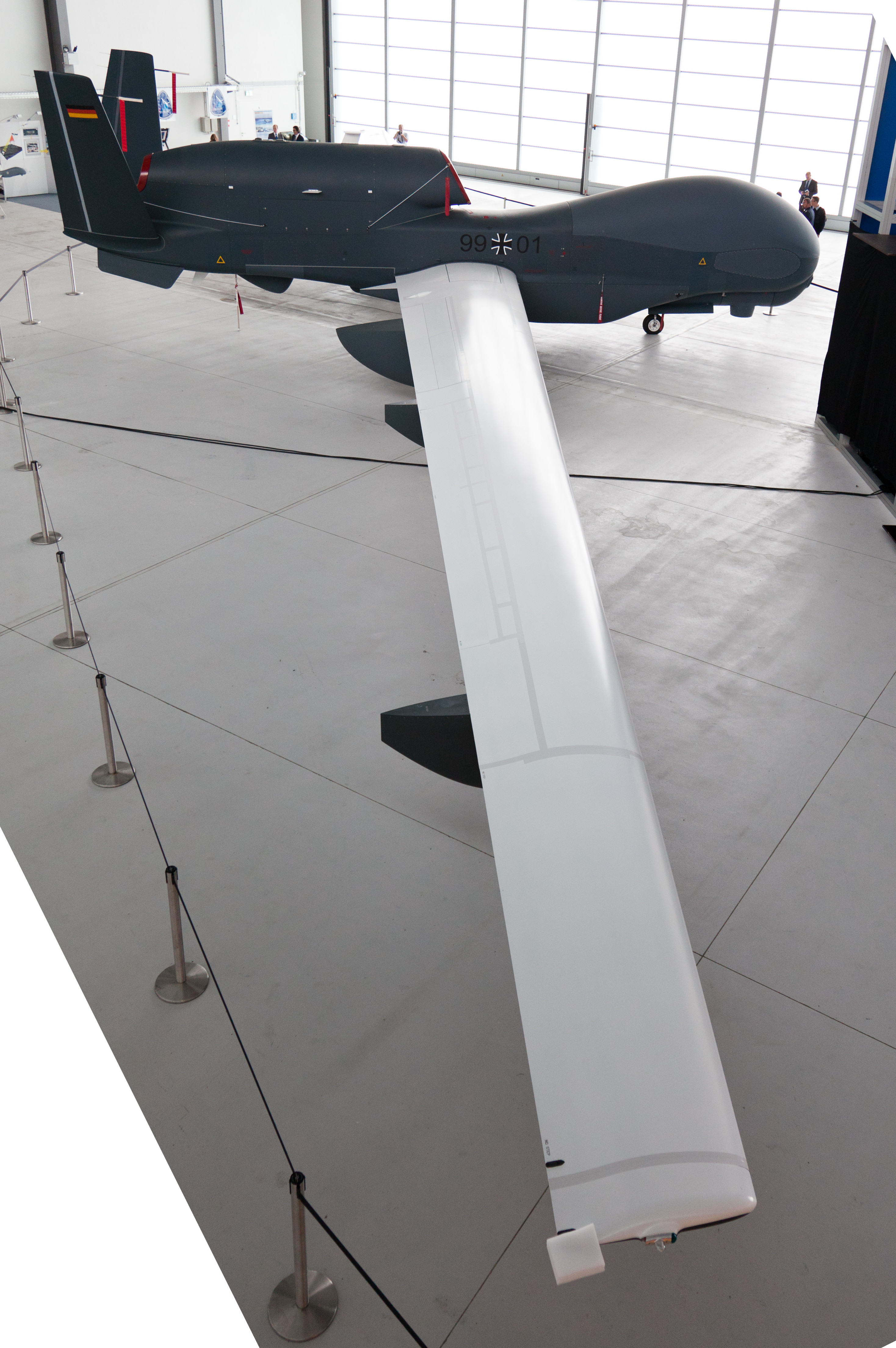
Die Euro-Hawk-Drohne 99+01 der Bundeswehr im Hangar von EADS/Cassidian. (Oktober 2011)

Bei der RQ-4E Euro Hawk handelt es sich um eine SIGINT-Variante der RQ-4B (Block 20) für die Bundeswehr, deren Sensorik von EADS stammt. Es war vorgesehen, dass die Drohne mit ihren Aufklärungs- und Überwachungsfähigkeiten das Flugzeugmuster Breguet 1150 M Atlantic in Deutschland ersetzt. Vor dem Hintergrund einer Fähigkeitslücke der Bundeswehr im Bereich der luftgestützten, weiträumigen Überwachung und elektronischen Aufklärung wurden die Planungsarbeiten im Januar 2000 bei der Friedrichshafener Dornier GmbH begonnen. Diese Gesellschaft war damals noch selbständig innerhalb der EADS.
Im Oktober 2001 wurde zwischen dem Verteidigungsministerium der Vereinigten Staaten und dem Bundesministerium der Verteidigung eine Vereinbarung mit dem Namen: „Project Agreement – High Altitude Long Endurance (HALE) Unmanned Aerial Vehicle (UAV) Concept of Operations, Sensor Integration and Flight Demonstration Project“ unterzeichnet. Dieser Vertrag sollte die Basis für die Vorbereitung und Durchführung der GLOBAL HAWK Demonstrationsflüge in Deutschland schaffen.
Eine grundlegende Anforderung in der vom Generalinspekteur der Bundeswehr im August 2002 unterzeichneten sogenannten Systemfähigkeitsforderung, einer Art Bedarfsanforderungskatalog war, dass sich das Aufklärungsgerät in die vorhandenen zivilen Luftraumstrukturen einordnen können muss. Zur Umsetzung dieser Systemfähigkeitsforderung wurde das Phasendokument „Abschließende funktionale Forderung“ für das System Signalerfassungssystem zur weiträumigen Überwachung und Aufklärung (AF SLWÜA) erarbeitet.
Zum Jahresende 2002 fanden auf der US-amerikanischen Edwards Air Force Base (Kalifornien) erste Flugversuche statt, bei denen ELINT-Aufklärungssensoren der EADS aus Ulm an Bord einer RQ-4A Global Hawk getestet wurden – auch der Datenversand von der Drohne zu einer Bodenstation über Direktverbindung. Dieser Test gilt als Erstflug im Euro-Hawk-Programm.
Ab dem 21. Oktober 2003 führten die US-Luftwaffe, die Bundeswehr und die Hersteller Northrop Grumman und Dornier/EADS Testflüge mit dem Prototyp 01 der RQ-4A und dem EADS-Sensor durch. Die Drohne war zuvor in einem 20-stündigen Flug nonstop von der Edwards Air Force Base nach Nordholz geflogen und gelandet. Dort beim Marinefliegergeschwader 3 „Graf Zeppelin“ war die komplette, mobile Infrastruktur von Bodenstationen, LRE, MCE und eine Auswertestation von EADS aufgebaut, um über der Nordsee in knapp 19.000 m Höhe verschiedene Sensortests mit zeitgleicher Übertragung und Auswertung der gesammelten Daten an die Bodenstationen zu absolvieren. Die Datenübertragung erfolgte über eine Direktverbindung; das Fluggerät war für die Steuersignale über das Satellitensystem Inmarsat mit der Bodenstation verbunden.
Ab Oktober 2004 wurden die für COMINT vorgesehenen Komponenten in einer Transall C-160 der WTD 61 in Manching erprobt.
Am 31. Januar 2007 vereinbarten das Bundesamt für Wehrtechnik und Beschaffung (BWB) und die in Friedrichshafen ansässige EuroHawk GmbH als auftragnehmende Agentur und ein Joint-Venture-Unternehmen von Northrop Grumman und Cassidian (zu EADS) die Entwicklung, Erprobung und Unterstützung des UAS-Demonstrators (Full Scale Demonstrator) bis 2010 mit der Option für vier weitere Systeme von 2011 bis 2014 mit der EADS-SIGINT-Ausrüstung. Der Auftrag hatte ein Volumen von 430 Mio. Euro, andere Quellen sprechen von 1,3 Mrd. Euro.
Den Flugbetrieb sollte das Aufklärungsgeschwader 51 „Immelmann“ vom Fliegerhorst Schleswig durchführen.
Die RQ-4E sollte in Palmdale/Lancaster in Kalifornien in den Skunk Works gebaut und zur Ausrüstung ohne SIGINT-System nach Deutschland geflogen werden, während die Ausrüstung und Auswertestation bei EADS in Friedrichshafen entwickelt werden sollte. Die Endausrüstung, Erprobung und Übergabe an die Bundeswehr war am EADS-Standort Manching vorgesehen.
Die Strukturmontage des ersten Exemplars wurde im Juli 2009 durch Northrop Grumman abgeschlossen, woraufhin der Rollout am 8. Oktober 2009 stattfand. Der Erstflug erfolgte am 29. Juni 2010 von Palmdale zur Edwards Air Force Base.
Am 21. Juli 2011 traf die erste Maschine zur Einrüstung der Aufklärungselektronik in Manching ein. Über die Schwierigkeiten beim Überführungsflug erfuhr die Öffentlichkeit erst im Mai 2013. Die US-Behörden hatten Überflugrechte über die USA verweigert. Die Drohne musste von der Edwards Air Force Base westwärts fliegen und über dem Pazifik nordwärts entlang der Küste in kanadisches Hoheitsgebiet fliegen. Über unbewohnten Gebieten wurde Kanada ostwärts überflogen über die Baffin Bay, Grönland und den Atlantik. Nach dem Überfliegen der Nordsee ging es in Deutschland nach Manching. Während der Überführung brach zweimal die Verbindung zwischen Bodenstation und Drohne kurzzeitig ab.
Im Mai 2011 wurde die Instandsetzungshalle, in welcher die erste Euro-Hawk-Drohne in Deutschland stationiert werden sollte, auf dem Fliegerhorst Schleswig bei Jagel fertiggestellt. Als Baukosten wurde von dem Gebäudemanagement Schleswig-Holstein eine Summe von 9,5 Millionen Euro genannt. In der lokalen Presse hieß es zu dem Baukörper, dass er „sich durch seine geschwungene Form und den teilweise weinroten Anstrich deutlich von der sonst oft üblichen Bundeswehr-Architektur abgrenzt“ […]. Am 12. Oktober 2011 wurde die Drohne (Full Scale Demonstrator) der deutschen Öffentlichkeit vorgestellt. Am 11. Januar 2013 absolvierte die Drohne den ersten Testflug über Deutschland ohne Probleme.
Im Mai 2013 beendete Verteidigungsminister Thomas de Maizière das Euro-Hawk-Programm, da die Flugsicherheitsbehörde der EU die Drohne nur für den Flug über unbewohntem Gebiet zertifiziere und der Drohne ein für die zivile Luftfahrt zertifiziertes automatisches Antikollisionssystem fehle. Rechtlich möglich wäre nur eine militärische Zulassung. Mit einer Einzelfallgenehmigung durfte die Drohne zwecks Teilnahme an einem NATO-Manöver 2014 mehrfach im deutschen Luftraum verkehren. Laut dem Hersteller Northrop Grumman sind Systeme zur Kollisionsvermeidung Bestandteil der von Deutschland bestellten Drohnen. Die nachträgliche Zertifizierung koste nach Schätzungen der Luftwaffe weitere 500 bis 600 Millionen Euro. Von politischer Seite her empfahl man, die ISIS-Aufklärungssensoren in einem anderen Flugzeugtyp einzusetzen. Dies erwies sich aber als unrealistisch, da für ein bemanntes Muster eine völlig andere Ausrüstung benötigt würde, was einer Neuentwicklung gleich käme und keine andere am Markt verfügbare Drohne eine ausreichend hohe Tragkapazität und Ausdauer aufweist.
Der Bundesrechnungshof übte in seinem Prüfbericht im Juni 2013 deutliche Kritik daran, wie das Projekt Euro Hawk von höheren Ebenen beaufsichtigt bzw. überwacht wurde. So heißt es dort: „Der Bundesrechnungshof sieht im Umgang mit den Projektrisiken ein folgenschweres Organisationsversagen. […] Neben dem Unterschätzen von Projektrisiken wirft der Projektverlauf daher die Frage auf, ob die fachliche Führung im Bundesamt und die Fachaufsicht im Bundesverteidigungsministerium so organisiert sind, dass frühzeitig auf Projektrisiken reagiert werden kann. Obwohl die Projektstatusberichte der Projektleitung der Fachaufsicht vorlagen, nahm sie die sehr kritischen Bewertungen zum Projektverlauf und insbesondere zum Musterzulassungsprozess nicht zum Anlass, einzugreifen.[…]“
Vor Vertragsschluss war das Zulassungsproblem bekannt. Trotzdem arbeitete die Rüstungsabteilung von 2007 bis 2012 am Projekt weiter. Der Prüfbericht des Rechnungshofes dokumentiert die Statusberichte der Rüstungsabteilung. Schon im Jahr 2007 vermerkt ein Statusbericht, dass der Euro-Hawk wegen der Zulassung für den zivilen Luftverkehr „kritisch“ sei. Northrop Grumman stellte kaum Unterlagen für die Musterzulassung bereit. Trotz der Zulassungsfrage wurde der Projektstatus immer wieder mit dem grünen Ampelsymbol versehen. Statt dem zuständigen Minister Karl-Theodor zu Guttenberg die Probleme mitzuteilen, stockte man das Budget für das Projekt weiter auf. Ende 2010 war die Zulassung der Drohne 18 Monate im Verzug. Nach Berichten der Rüstungsabteilung tauchten weitere Kostenrisiken auf – der Projektstatus wechselte zu „sehr kritisch“. Minister Guttenberg wusste, zumindest eigener Aussage nach, noch nicht von der prekären Situation. Als im März 2011 Thomas de Maizière Verteidigungsminister wurde, erfuhr er, wiederum eigener Aussage nach, von den Problemen beim Euro-Hawk-Projekt nichts. Erst am 8. Februar 2012 habe die Abteilung de Maizières Staatssekretäre Stéphane Beemelmans und Rüdiger Wolf, ferner den Generalinspekteur der Bundeswehr, den Luftwaffeninspekteur und weitere Führungskräfte im Ministerium darüber informiert, dass man die Mehrkosten für die Zulassung für den Luftverkehr nun auf 600 Millionen Euro schätzte. Nun prüfe man, ob die Sensortechnik zur Kommunikationsüberwachung am Boden in ein anderes Fluggerät einzubauen sei. Da dies keine Kosten reduziere, wurde der Minister im Mai 2013 informiert, dieser beendete das Projekt.
Die Oppositionsparteien im deutschen Bundestag kündigten einen Untersuchungsausschuss zu der Affäre um die Euro Hawk an. Dieser konstituierte sich am 26. Juni 2013 und beendete seine Arbeit mit der Vorlage eines Abschlussberichtes am 26. August 2013. Die Mehrheit der Mitglieder im Untersuchungsausschuss von Seiten der Regierung sprach Thomas de Maizière von jeder Verantwortung frei. Die Beschaffung soll unter Integration möglicher Frühwarn-Mechanismen optimiert und das Controlling verbessert werden. Im gemeinsamen Sondervotum der Fraktionen SPD und Grüne wurden dagegen schwere Fehler auf allen Ebenen der Beschaffung und fehlende Information für Bürger und Bundestag festgestellt. Es bedürfe eines personellen und strukturellen Neuanfangs bei der Beschaffung von Rüstungsgütern. Die Linke betonte in ihrem Sondervotum die Verzahnung zwischen Politik und Rüstungsindustrie. Die Rüstungsindustrie würde durch Haftungsbeschränkung von der Verantwortung befreit, so dass der Bund das Risiko trage. Wichtige Unterlagen der EuroHawk GmbH und Northrop Grumman wären als „VS-VERTRAULICH“ eingestuft. Sie durften in öffentlichen Sitzungen des Untersuchungsausschusses und im Ausschussbericht nicht zitiert werden.
Im Oktober 2014 wurden Planungen einer Reaktivierung des Euro-Hawk-Programms bekannt, da ein Prüfbericht von KPMG dies empfahl. Eine von politischer Seite her erwogene bemannte Version erwies sich als unpraktikabel. Das ISIS-Aufklärungssystem konnte aufgrund des Gewichtes in keine andere Drohne eingebaut werden.
In einer Antwort der Bundesregierung auf eine Kleine Anfrage von Abgeordneten der Fraktion Bündnis 90/Die Grünen zu den Konsequenzen aus dem Rüstungsprojekt „Euro Hawk“ wird im Oktober 2014 ausgeführt, dass die Fähigkeitslücke der Bundeswehr im Bereich der SLWÜA unverändert fortbesteht. Seitens des Bundesministeriums der Verteidigung wurde im Zuge des Untersuchungsausschusses angekündigt, dass bis Oktober 2013 alle Tests des ISIS-Moduls abgeschlossen seien würden und außerdem bis Ende 2013 im Rahmen des neuen Verfahrens zur Bedarfsermittlung und Bedarfsdeckung mit Produkten und Dienstleistungen im Verteidigungsministerium (Customer Product Management (novelliert) – CPM (nov.)) eine Auswahlentscheidung über ein alternatives Trägersystem für das ISIS-Modul getroffen werden würde. Ein alternatives Trägersystem sei von entscheidender Bedeutung, um die Fähigkeitslücke zeitnah zu schließen und um wenigstens die in das ISIS-Modul getätigten Investitionen nutzbar machen zu können.
Als Grundlage sollte nicht mehr die RQ-4B, sondern die MQ-4C Triton dienen. Für diese sollte ein beim Euro Hawk fehlendes Anti-Kollisions-System entwickelt werden, womit die Zulassung für den europäischen Luftraum möglich gewesen sein sollte. Am 28. Januar 2020 teilte das Verteidigungsministerium dem Bundestag mit, dass auch dieses Projekt beendet wird. Die für den Euro Hawk entwickelte Sensortechnik soll statt in ein unbemanntes Flugzeug nun in drei herkömmliche Flugzeuge vom Typ Global 6000 eingebaut werden.
Da das US-Militär Funkgeräte, Navigationsgeräte, Flugführungscomputer und Verschlüsselungssysteme aus der Euro Hawk ausbaute und die Software deinstallierte, hielt das deutsche Verteidigungsministerium im Mai 2018 nur den Verkauf von Ersatzteilen, eine „museale Verwendung“ oder die Verschrottung für möglich. Sie steht nun als Museumsstück in Berlin-Gatow.

### Sonstiges
Zu Beginn der Nuklearkatastrophe von Fukushima im März 2011 schickten die USA eine Global-Hawk-Drohne nach Japan, die Fotos und Wärmebilder von den explodierten Reaktorgebäuden 1–4 bzw. von deren nun sichtbarem Inneren machte und Radioaktivitätsmessungen vornahm. Die US Air Force teilte mit, die Drohne sei bereits nach dem Erdbeben in Haiti 2010 eingesetzt worden und auf dem US-Luftwaffenstützpunkt Guam im Pazifik stationiert.

## Export

### Australien
Australien plante bereits in den 2000er-Jahren die Anschaffung von sieben MQ-4C, wobei diese zunächst geleast werden sollten. Die Unterzeichnung des Kaufvertrags der ersten drei von nunmehr noch sechs geplanten MQ-4C erfolgte schließlich erst 2018. Die Drohnen sind als Ergänzung für die P-8A Poseidon gedacht. Zwei Monate nach Bestellung des vierten Exemplars erfolgte der Erstflug der ersten Drohne im November 2023.
Sie werden auf der RAAF Base Tindal stationiert und ihre Einsätze von Edinburgh aus gesteuert.

### Deutschland
Deutschland plante zunächst fünf RQ-4E Euro Hawks für die Bundeswehr anzuschaffen, letztendlich wurde aber nur ein Prototyp gekauft (siehe oben). An Stelle der RQ-4E plante man anschließend in der zweiten Hälfte der 2010er Jahre drei Exemplare der moderneren Baureihe MQ-4C (Triton) zu beschaffen und mit den Sensoren der RQ-4E auszurüsten. Diese modifizierten MQ-4C-Triton-Drohnen wären unter der Bezeichnung „Pegasus“ (für Persistent German Airborne Surveillance System) ab 2025 auf dem Fliegerhorst Schleswig stationiert worden. Am 28. Januar 2020 teilte das Verteidigungsministerium dem Bundestag mit, dass auch dieses Drohnen-Projekt beendet wurde.

### Indien
Indien: Die indische Marine hat Interesse an sechs bis acht Stück MQ-4C BAMS (Broad Area Maritime Surveillance) geäußert, um (ähnlich wie ursprünglich Australien) diese als Ergänzung für die P-8I Poseidon zu nutzen.

### Japan
Japan bestellte im November 2018 drei RQ-4B Block 30i Exemplare, die bis 2022 ausgeliefert werden sollen.

### Kanada
Kanada prüft die Anschaffung der MQ-4C als Ersatz für die CP-140 Aurora. Der Hersteller Northrop Grumman verkündete Ende Mai 2012 ein Joint Venture mit dem Unternehmen L3 MAS zur Entwicklung eines „Polar Hawk“ zur Überwachung der kanadischen Arktisregion. Auf Basis der RQ-4B Block 30 könnte diese Variante mit unveränderten Sensoren, jedoch verbesserter Satellitenkommunikation sowie zusätzlich Tragflächen- und Triebwerksenteisungssystemen ausgerüstet werden.

### Spanien
Spanien prüft die Anschaffung der MQ-4C zur Seeraumüberwachung. Es ist bisher zu keinem Vertragsabschluss gekommen. Angesichts der Eurokrise und der hohen spanischen Staatsschulden gilt ein solcher Kauf als unwahrscheinlich.

### Südkorea
Südkorea fragte im Juni 2011 die Beschaffung von vier Stück RQ-4B Block 30 in den USA an; angesichts des hohen Preises beendete Korea die Beschaffungsabsicht Anfang 2012, nachdem der Preis von anfänglich 340 Millionen Euro auf 695 Millionen Euro (November 2011) gestiegen war. Am 21. Dezember 2012 wiederum informierte die DSCA den US-Kongress über einen geplanten Export von vier Stück RQ-4 Block 30 (I) Global Hawk an Korea zum Systempreis von 930 Millionen Euro inklusive Service & Logistik. Der Vertrag wurde Ende 2014 unterzeichnet und die Auslieferung erfolgte 2019/2020.

### NATO
Die  NATO beschloss im Rahmen ihres Alliance Ground Surveillance-Programms die Beschaffung von fünf RQ-4B Block 40. Fünfzehn Staaten beteiligen sich an der Finanzierung (Bulgarien, Deutschland, Estland, Italien, Lettland, Litauen, Luxemburg, Norwegen, Rumänien, Slowakei, Slowenien, Tschechien, die USA und inzwischen auch Polen und Dänemark). Nachdem bisher Kanada und Dänemark aus der Beschaffung absprangen, sollte sich der deutsche Beitrag erhöhen. Frankreich und das Vereinigte Königreich planten analog dem AWACS-Programm eigene Aufklärungsmittel zu beschaffen.

## Nutzer
Die folgenden Informationen entsprechen teilweise noch dem Planungsstand Sommer 2010 für die zukünftigen Stationierungsplätze.
 Australien
- RAAF Base Edinburgh, Haupteinsatzbasis, geplant ab 2023, MQ-4C
- RAAF Base Tindal, vorgeschobene Einsatzbasis

 Japan
- Misawa Air Base, Haupteinsatzbasis, seit März 2022[69], RQ-4B Block 30i

 NATO
- Base Aerea di Sigonella (Sizilien), seit Ende 2019[70], RQ-4D (Alliance Ground Surveillance)

 Vereinigte Staaten
Die US-amerikanischen Maschinen von US Air Force und US Navy werden, um Kosten zu senken, teilweise gemeinsam gewartet, stationiert und eingesetzt.
Neben den beiden vorgeschobenen permanenten Einsatzbasen auf Guam und Sizilien existiert ein drittes Detachment für den Bereich United States Central Command an einem nicht näher genannten Ort.
Die NASA betreibt zwei Exemplare durch das Dryden Flight Research Center, welches sich ebenfalls auf dem Gelände der Edwards AFB befindet.
- Militärflugplatz Al Dhafra, Abu Dhabi, seit Oktober 2010 zunächst RQ-4B und später EQ-4B, 380th Air Expeditionary Wing[71] und ab vorauss. 2019/20, MQ-4C, für den Bereich United States Central Command[72]
- Andersen Air Force Base, Guam, seit September 2010 RQ-4B der 4th Reconnaissance Squadron (seit 2020, zuvor Detachments) und zusätzlich seit Anfang 2020 MQ-4C des 1. „Orbits“ der VUP-19 (für den Bereich United States Pacific Command)
- Beale Air Force Base, Kalifornien, seit Ende der 1990er-Jahre, bis 2013 erste Einsatzbasis mit RQ-4A/B der 12th Reconnaissance Squadron inklusive Wartungsstaffel und Trainingszentrum; seit 2005 zusätzlich Standort der 13th Reconnaissance Squadro MQ-4C Detachment der VUP-19n, einer Reserveeinheit, die auch für Ausbildung zuständig ist
- Edwards Air Force Base, Kalifornien, seit den 1990er-Jahren, RQ-4A/B/E (53rd Wing mit der 31st Test and Evaluation Squadron)
- Grand Forks Air Force Base, North Dakota, seit Juni 2011, RQ-4B der 348th und zusätzlich 2013 der 12th Reconnaissance Squadron
- Naval Air Station Jacksonville, Florida, seit 2016 MQ-4C Einsatzzentrale der Unmanned Patrol Squadron (VUP) 19
- Naval Station Mayport, Florida, seit 2021 MQ-4C Detachment der VUP-19
- Naval Air Station Patuxent River, Maryland, MQ-4C (Erprobung bei der Patrol and Reconnaissance Wing 2, Task Force 57)
- Naval Air Station Sigonella, Sizilien, seit 2015 RQ-4B der 7th Reconnaissance Squadron und zusätzlich seit 2024 MQ-4C des 2. „Orbits“ der VUP-19[73] (für die Bereiche United States European Command und United States Africa Command, siehe auch unten bei NATO)
- Naval Base Ventura County, Kalifornien, seit 2017, MQ-4C Detachment der VUP-19, dient insbesondere als Wartungszentrum der Navy
- Naval Air Station Whidbey Island, Washington (zweite Einsatzzentrale der Navy, kein Stützpunkt von Fluggeräten)

## Technische Daten

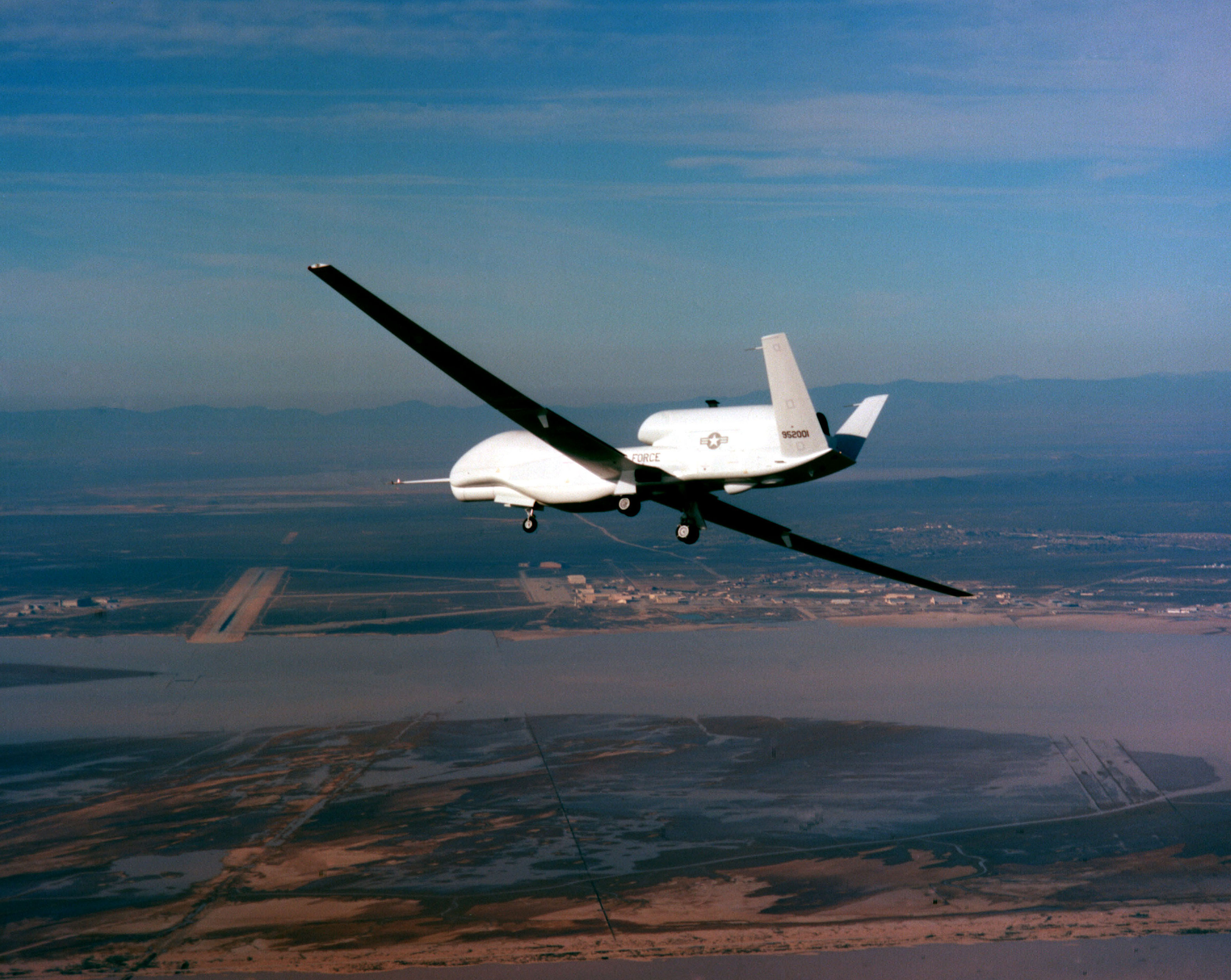
RQ-4A-Prototyp beim Erstflug am 28. Februar 1998

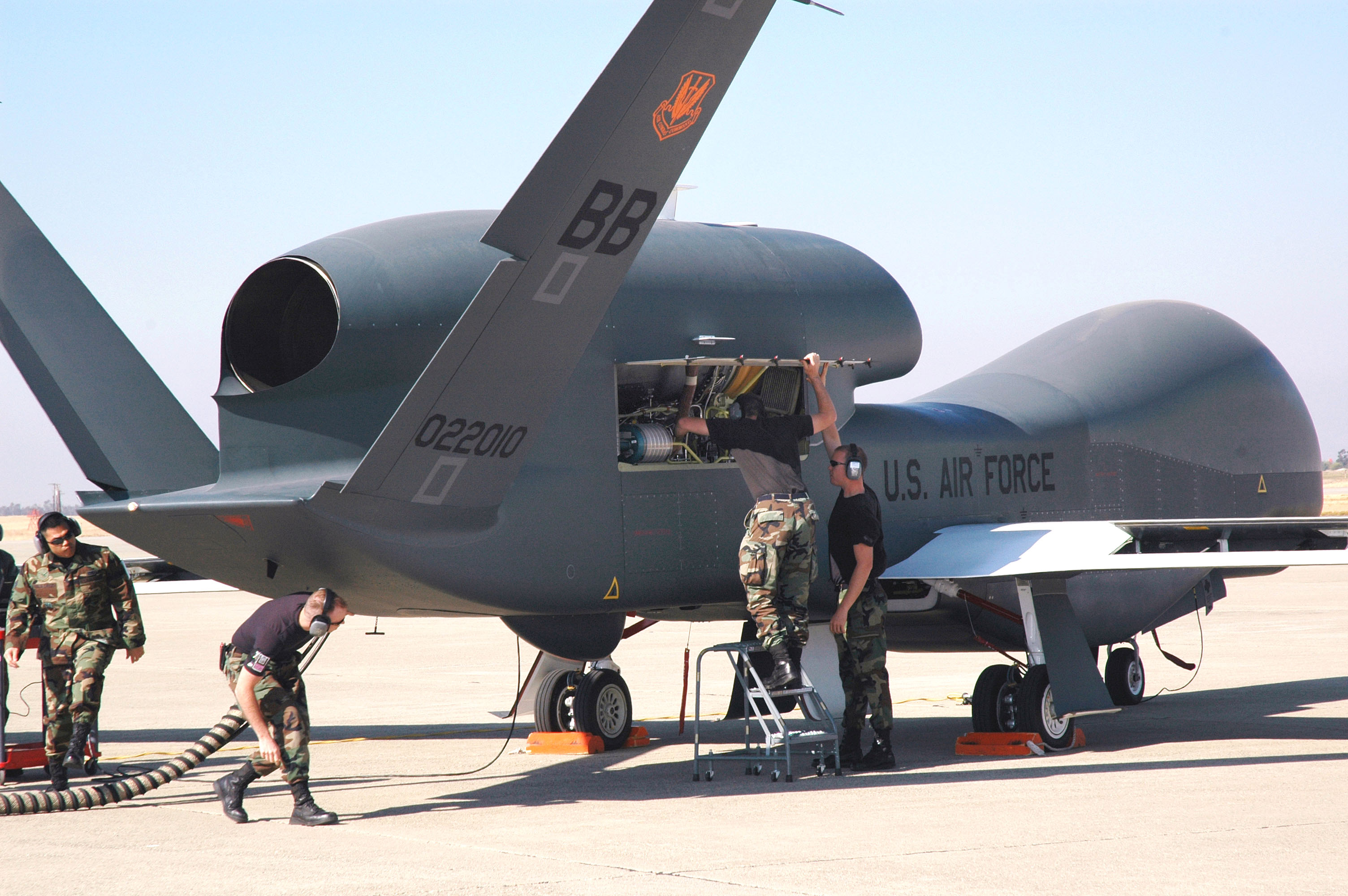
Global Hawk während der Wartung (Beale, Oktober 2006)

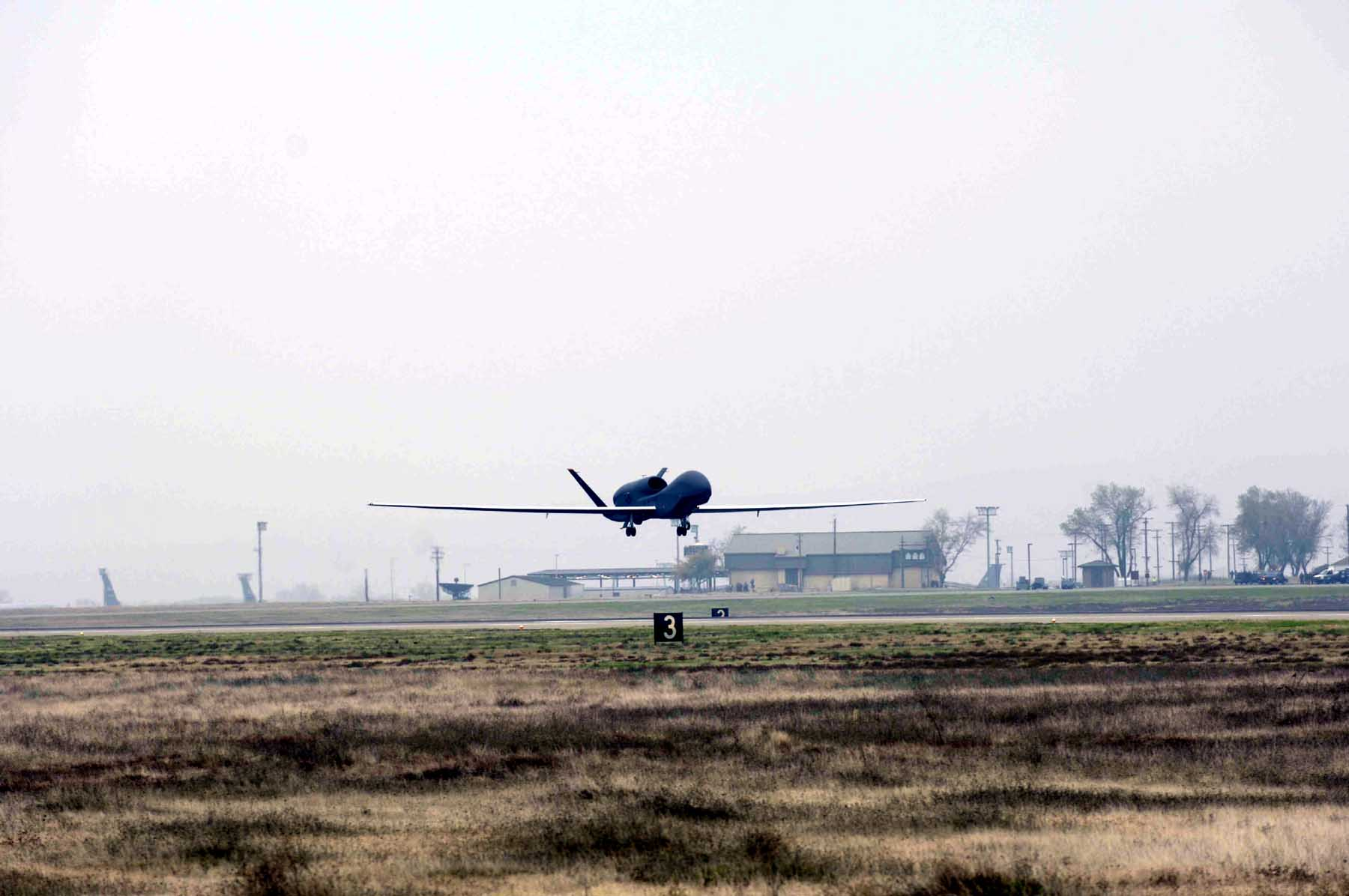
RQ-4A beim Start von der Beale AFB (Oktober 2007)

| Kenngröße                   | Daten der RQ-4A                                       | Daten der RQ-4B                                  |
| --------------------------- | ----------------------------------------------------- | ------------------------------------------------ |
| Typ                         | Unbemannter hochfliegender Langstreckenaufklärer      | Unbemannter hochfliegender Langstreckenaufklärer |
| Länge                       | 13,53 m                                               | 14,50 m                                          |
| Spannweite                  | 35,42 m                                               | 39,89 m                                          |
| Flügelfläche                | 50,10 m²                                              | k. A.                                            |
| Flügelstreckung             | 25,04                                                 | k. A.                                            |
| Tragflächenbelastung        | 83 bis 232 kg/m²                                      | k. A.                                            |
| Höhe                        | 4,63 m                                                | 4,63 m                                           |
| Leermasse                   | 5.148 kg                                              | 6.781 kg                                         |
| max. Startmasse             | 12.133 kg                                             | 14.628 kg                                        |
| Treibstoffkapazität         | 6.985 l                                               | 7.847 l                                          |
| Höchstgeschwindigkeit       | 644 km/h (auf optimaler Höhe)                         | 637 km/h (auf optimaler Höhe)                    |
| Dienstgipfelhöhe            | 19.811 m                                              | 19.811 m                                         |
| Einsatzradius               | ca. 5500 km bei 24-stündigem Aufenthalt im Zielgebiet | k. A.                                            |
| max. Flugdauer              | 36 h                                                  | k. A.                                            |
| Überführungsreichweite      | 25.015 km                                             | 22.780 km                                        |
| Zuladung Aufklärungssysteme | 907 kg                                                | 1.360 kg                                         |
| Triebwerk                   | ein Rolls-Royce F137-RR-100-Mantelstromtriebwerk      | ein Rolls-Royce F137-RR-100-Mantelstromtriebwerk |
| Schubkraft                  | 36,8 kN                                               | 36,8 kN                                          |

## Zwischenfälle
Von den ersten sieben Global Hawk gingen drei Drohnen verloren:
- Der zweite Prototyp (S/N 2) stürzte am 29. März 1999 auf einem Erprobungsflug ab, nachdem er fälschlicherweise von einer Bodenstation den Befehl zum Missionsabbruch erhalten hatte. Die Drohne ging ins Flachtrudeln über und konnte auch nach dem Ablassen von Treibstoff nicht mehr in einen kontrollierten Flugzustand gebracht werden. Sie schlug auf dem Gelände des China Lake Naval Weapons Center auf. Als Unfallursache wurde menschliches Versagen festgelegt.[76][77]
- Der fünfte Prototyp (S/N 5) stürzte am 30. Dezember 2001 auf einem Flug in Afghanistan ab, weil die Steuergestänge für das V-Leitwerk nicht ordnungsgemäß angeschlossen waren. Als Unfallursache wurden wieder menschliches Versagen sowie ein „unzulängliches Prüfkonzept“ festgelegt.[75]
- Global Hawk S/N 4 erlitt am 11. Juli 2002 einen Triebwerksschaden, da mehrere Schaufeln im Triebwerk gebrochen waren. Die Drohne konnte mit der verbleibenden Leistung noch zwei Stunden lang in der Luft gehalten werden und kollidierte bei der in der Zwischenzeit vorbereiteten Notlandung mit einer Sanddüne.[75]

Darüber hinaus kam es noch zu einem weiteren Zwischenfall mit der Seriennummer 7 am 3. Juni 2003, bei der die Drohne allerdings nach einem Triebwerksausfall sicher auf der Edwards AFB gelandet werden konnte.
- Eine Drohne der U.S. Air Force verunglückte am 26. Juni 2018 nahe der spanischen Küste aufgrund eines Triebwerk-Ausfalles. Sie befand sich auf einem Transatlantikflug.[78]
- Am 20. Juni 2019 wurde eine RQ-4A BAMS-D (frühere Meldungen gingen fälschlicherweise von einer MQ-4C Triton aus) der US-Navy vor der Küste Irans von dessen Revolutionsgarden abgeschossen.[79][80] Nach iranischen Angaben hatte sich das Fluggerät innerhalb, nach US-amerikanischen Angaben außerhalb des iranischen Luftraums befunden.[81] Dies sorgte zusätzlich für Spannungen im Golf von Oman.
- Am 6. August 2021 stürzte eine unbewaffnete Drohne der U.S. Air Force nahe der Grand Forks Air Force Base in North Dakota, USA[78] ab.